# Dirk Büscher
Dirk Büscher (* 24. Dezember 1967 in Lünen) ist ein deutscher Kommunalpolitiker (CDU).

## Leben
Büscher schloss ein Studium der Raumplanung an der Technischen Universität Dortmund als Diplom-Ingenieur ab. Von 1993 bis 2001 war er als Regionalplaner für den Regionalverband Heilbronn-Franken tätig. Berufsbegleitend absolvierte er ein Aufbaustudium des City- und Regionalmanagements am Institut für City- und Regionalmanagement Ingolstadt. Von 2001 bis 2003 war er Referent für Regionalplanung und -entwicklung im Wirtschaftsministerium Baden-Württemberg. Von 2003 bis 2008 war er stellvertretender Verbandsdirektor beim Verband Region Karlsruhe.
Von 2008 bis 2016 war Büscher Verbandsdirektor des Regionalverbands Nordschwarzwald. Seit 2016 ist er als Nachfolger von Roger Heidt Erster Bürgermeister (Beigeordneter) und ständiger Vertreter des Oberbürgermeisters von Pforzheim.
Büscher ist verheiratet, hat drei Kinder und lebt in Pforzheim.